# Georges Darrieus
Georges Jean Marie Darrieus (Toulon, 24 de setembro de 1888 — 15 de julho de 1979) foi um engenheiro aeronáutico francês do século XX.
É mais conhecido por sua invenção da turbina eólica Darrieus, uma turbina eólica capaz de operar em qualquer sentido e sob condições meteorológicas adversas.

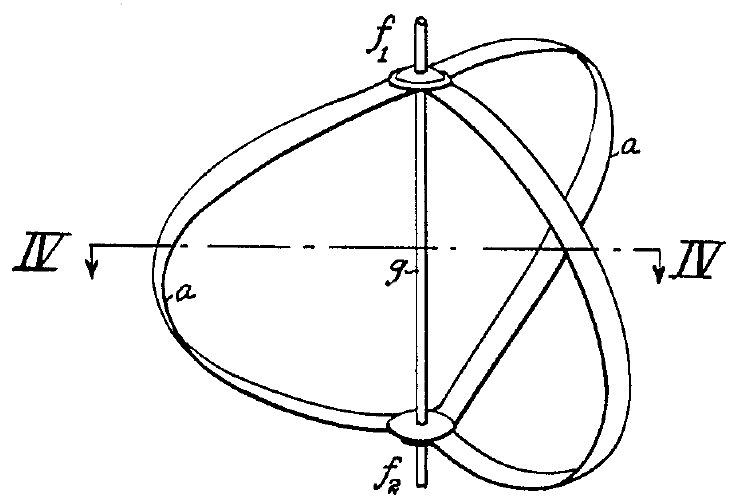
Esboço da turbina eólica Darrieus, reprodução de sua patente

Sua invenção é descrita na US patent 1 835 018 de 1931.